# Эпизод с футболом
«Эпизод с футболом» (англ. The One with the Football) — девятый эпизод третьего сезона американского комедийного телесериала «Друзья», впервые транслировался на NBC 21 ноября 1996 года. 
Выпуск посвящён Дню Благодарения. Росс и Моника вспоминают о семейном турнире двенадцатилетней давности. Друзья решают сыграть в футбол на открытом воздухе. Все усложняется соперничеством Геллеров, неумением Рэйчел играть и борьбой Джоуи и Чендлера за голландку.
Премьеру эпизода просмотрело 29 миллионов телезрителей. Серия помещена на 104-е место среди всех 236-ти эпизодов телесериала.

## Сюжет
Девчонки готовят ужин на День Благодарения, а парни смотрят футбол по телевизору. Джоуи предлагает сыграть в футбол в парке. Рэйчел и Фиби считают, что это отличная идея, хотя никто из них никогда не играл в футбол раньше. Поначалу Чендлер отказывается, так как он все еще расстроен расставанием с Дженис, но Джоуи его уговаривает.
Моника и Росс поначалу тоже отказываются, так как их родители в детстве запретили им играть в футбол. Раньше они каждый год участвовали в семейном футбольном турнире за обладание «Кубка Геллеров» (англ. Geller Bowl). Во время VI-го турнира Моника сломала Россу нос, спровоцировав свою дисквалификацию. После чего, их отец бросил «кубок» в озеро, а мать запретила играть в футбол. Моника считает, что они уже выросли и могут сыграть.
На местной спортивной площадке друзья делятся на команды: Моника и Росс называют себя капитанами. Моника выбирает Джоуи и Фиби; Росс выбирает Чендлера и оставшуюся Рэйчел. Рэйчел не умеет играть и Росс всегда отправляет её на дальнюю базу. Соперничество Геллеров не заставило себя долго ждать, и они играют ожесточённо.
Во время перерыва Моника рассказывает, что она выловила «Кубок Геллеров» из озера (это кукла-тролль, прибитая к игрушечному кубику). Она предлагает трофей в качестве награды. Росс, спровоцированный Моникой, меняет Рэйчел на Джоуи и теперь это противостояние парней против девушек. Девчонки используют самые отчаянные способы выиграть.
Во время игры Джоуи и Чендлер знакомятся с симпатичной туристкой — голландка по имени Марха. Чендлер решает забыть о Дженис и приударить за Мархой. Джоуи уступает её, что очень злит Чендлера: он пытается доказать, что сам имеет равные шансы на внимание девушек. Парни начинают строить пакости друг другу в игре, борясь за её внимание. В итоге, Росс, уставший от этой борьбы, просит Марху выбрать одного из его друзей. Она выбирает Чендлера после того, как выясняется, что Джоуи не знает, откуда родом голландцы, но отменяет свой выбор, когда Чендлер начинает злорадствовать.
Во время последнего тайма, Моника бросает мяч Рэйчел и та его ловит. Ещё до звонка таймера Рэйчел от радости бросает мяч и начинает ликовать. Когда все понимают, что мяч всё ещё находится в игре, Моника и Росс бросаются за мячом. Остальные ребята отпускают мяч и уходят домой за ужином. Геллеры продолжают лежать на поле до ночи, борясь за мяч.
В конце концов, Моника и Росс решают выкинуть кубок в мусор. После того, как Росс уходит, Моника кричит Фиби в мусоропровод — та поймала его внизу специально для Моники.

## В Ролях

### Основной состав
- Дженифер Энистон — Рэйчел Грин
- Кортни Кокс — Моника Геллер
- Лиза Кудроу — Фиби Буффе
- Мэт Леблан — Джоуи Триббиани
- Мэтью Перри — Чендлер Бинг
- Девид Швимер — Росс Геллер

### Эпизодические роли
Сюзанна Миднайт (Вольтер) — Марха

## Культурные отсылки
- В этом эпизоде Фиби носит футболку с логотипом «Эта девушка». Звезда сериала «Эта девушка» — Марло Томас, играет маму Рэйчел.[5][6]
- «Кубок Геллеров» это датская резиновая игрушка в виде тролля «Gjøl», прибитая на деревянный игрушечный кубик. В 2016 году тролль Gjøl показан в анимационном фильме Тролли.[5]

## Музыка
В эпизоде играют такие композиции как: «Get Ready for This» группы 2 Unlimited (которые, кстати, родом из Нидерландов, как и Марха), «Misirlou» Дика Дейла и «The Natural» Рэнди Ньюмана.

## Приём
В оригинальном вещании США данный эпизод просмотрело 29,3 млн телезрителей, что делает его третьим по популярности (после 11 и 12-й серий, «Эпизод, где Чендлер не помнит, какая сестра» и «Эпизод со всей ревностью» соответственно) эпизодом третьего сезона. GamesRadar поместил эпизод на 24-е место, а Digital Spy на 104 место в рейтинге всех 236 серий «Друзей».
Многие зрители и критики заметили, что акцент Мархи совсем не похож на голландский акцент (скорее, на русский). Во время кастинга Сюзанна Миднайт изобразила восточно-европейский акцент. Позже вся съемочная команда была удивлена, что это не настоящий акцент и, что Сюзанна американка.